# قاجار یزید
قاجار یزید (به ترکی آذربایجانی: Qacar Zeyid) یک منطقهٔ مسکونی در جمهوری آذربایجان است که در شهرستان قوبا واقع شده‌است.

## خصوصیات
قاجار یزید  ۷۸۱ نفر جمعیت دارد.